# Kærestefolkene (Der var engang...)
Kærestefolkene er en tegnefilm i serien Der var engang... (eng. titel The Fairytaler), der blev udsendt i forbindelse med H.C. Andersens 200 års fødselsdag i 2005.
Danske Stemmer:
- H.C. Andersen Henrik Koefoed
- Ejner Nikolaj Lie Kaas
- Amalie Iben Hjejle
- Ib Niels Ellegaard
- Else Tammi Øst
- Sørensen Søren Spanning

Bagom:
- Instruktør: Jørgen Lerdam
- Original musik af: Gregory Magee
- Hovedforfatter: Gareth Williams
- Manuskriptredaktører: Linda O' Sullivan, Cecilie Olrik
- Oversættelse: Jakob Eriksen
- Lydstudie: Nordisk Film Audio
- Stemmeinstruktør: Steffen Addington
- Animation produceret af: A. Film A/S
- Animationsstudie: Wang Film Production

En co-produktion mellem
Egmont Imagination, A. Film & Magma Film
I samarbejde med:
Super RTL & DR TV